# Makbet (album Teatru Muzycznego „Capitol”)
Makbet – album z muzyką ze spektaklu Makbet wystawianego w Teatrze Muzycznym „Capitol” we Wrocławiu, z udziałem takich artystów jak: Wojciech Krzak, Maja Kleszcz, Marta Maślanka, Bart Pałyga. Płyta została wydana 10 czerwca 2018 przez wydawnictwo Luna Music (nr kat. LUNCD433). Nominacja do Fryderyka 2019 w kategorii «Album Roku Muzyka Ilustracyjna».

## Lista utworów
1. Muzyka na wejście widzów / utwór instrumentalny, Cezary Studniak 5:18
2. Pieśń Hekate / Y Gododdin / Emose Uhunmwangho 1:55
3. Fala ciał I / utwór instrumentalny 0:28
4. Pieśń o Lady Makbet / The Cruel Mother / Maja Kleszcz 3:59
5. Taniec Hekate / utwór instrumentalny 0:43
6. Pieśń Lulacha na uczcie / Riddles Wisely Expounded / Łukasz Wójcik 2:22
7. Bachantki / Maja Kleszcz 0:20
8. Aria Hekate / The Dream of The Rood / Emose Uhunmwangho 2:22
9. Lament / zespół 2:10
10. Pieśń koronacyjna Makbeta / De consolatione philosophiae / zespół 2:40
11. Kołysanka Hekate / The Witch / Emose Uhunmwangho 3:12
12. Pieśń Wiedźm / Cezary Studniak, Justyna Antoniak, Agnieszka Oryńska-Lesicka, Helena Sujecka, Maja Kleszcz 3:19
13. Pieśń Hekate o Wiedźmach / The Witch / Emose Uhunmwangho 1:49
14. Psychoza Makbeta / Cezary Studniak 1:58
15. Pieśń tęsknoty Lulacha / Lord Lovel / Łukasz Wójcik 2:44
16. Taniec szamański / utwór instrumentalny 2:03
17. Melodia bitewna / utwór instrumentalny 1:54
18. Fala ciał II / utwór instrumentalny 1:36
19. Pieśń Lulacha o chorym królu / Prophecy of Berchán / Łukasz Wójcik 1:59
20. Firmetur manus tua / zespół 1:26
21. Pieśń tryumfalna o Malcolmie / Duan Albanach / zespół
22. Muzyka na wyjście widzów / utwór instrumentalny, Cezary Studniak 4:48